# Lysandra magnalutea
Lysandra magnalutea är en fjärilsart som beskrevs av Ruggero Verity 1943. Lysandra magnalutea ingår i släktet Lysandra och familjen juvelvingar. Inga underarter finns listade i Catalogue of Life.